# Ариэль (премия)
«Ариэль» (Ariel Awards) — мексиканская национальная кинопремия, вручаемая ежегодно, начиная с 1947 года, Академией кинематографических искусств и наук Мексики. Приз, фигурка мужчины, был создан скульптором Игнасио Асунсоло. Премия названа по заглавию знаменитой книги эссе о латиноамериканском человеке уругвайского писателя Хосе Энрике Родо. Считается самой престижной наградой в мексиканском кинематографе.

## Номинации
- «Золотой Ариэль» Ariel de Oro (Golden Ariel)
- Лучший фильм Ariel a la Mejor Película (Best Picture)
- Лучшая режиссура Ariel a Mejor Dirección (Best Direction)
- Лучшая женская роль Ariel a Mejor Actriz (Best Actress)
- Лучшая мужская роль Ariel a Mejor Actor (Best Actor)
- Лучшая женская роль второго плана Ariel a Mejor Coactuación Femenina (Best Supporting Actress)
- Лучшая мужская роль второго плана Ariel a Mejor Coactuación Masculina (Best Supporting Actor)
- Лучший оригинальный сценарий Ariel a Mejor Guión Original (Best Original Screenplay)
- Лучшая операторская работа Ariel a Mejor Fotografía (Best Cinematography)
- Лучший монтаж Ariel a Mejor Edición (Best Editing)
- Лучшая оригинальная музыка Ariel a Mejor Música Compuesta para Cine (Best Original Score)
- Лучший звук Ariel a Mejor Sonido (Best Sound)
- Лучшие декорации Ariel a Mejor Diseño de Arte (Best Art Design)
- Лучшая работа художника по костюмам Ariel a Mejor Vestuario (Best Costume Design)
- Лучший грим Ariel a Mejor Maquillaje (Best Makeup)
- Лучшие спецэффекты Ariel a Mejor Efectos Especiales (Best Special Effects)
- Лучший дебют Ariel a Mejor Ópera Prima (Best First Work)
- Лучший документальный короткометражный фильм Ariel a Mejor Cortometraje Documental (Best Short Documentary)
- Лучший документальный полнометражный фильм Ariel a Mejor Largometraje Documental (Best Feature Documentary)
- Лучший анимационный полнометражный фильм Ariel a Mejor Largometraje de Animación (Best Feature Animation)
- Лучший анимационный короткометражный фильм Ariel a Mejor Cortometraje de Animación (Best Animated Short)
- Лучший художественный короткометражный фильм Ariel a Mejor Cortometraje de Ficción (Best Fiction Short)
- Лучший латиноамериканский фильм Ariel a Mejor Película Iberoamericana (Best Ibero-American Film)
- Лучшая эпизодическая мужская роль Ariel a Mejor Actor de Cuadro (Best Actor in a Minor Role)
- Лучшая эпизодическая женская роль Ariel a Mejor Actriz de Cuadro (Best Actress in a Minor Role)
- Лучшая детская роль Ariel a Mejor Actuación Infantil (Best Child Performance)
- Лучшая юношеская роль Ariel a Mejor Actuación Juvenil (Best Youth Performance)
- Лучший оригинальный сюжет Ariel a Mejor Argumento Original (Best Original Story)
- Лучшая работа художника Ariel a Mejor Escenografía (Best Production Design)
- Лучший адаптированный сценарий Ariel a Mejor Guión Adaptado (Best Adapted Screenplay)
- Лучшая музыка Ariel a Mejor Música de Fondo (Best Score)
- Лучший образовательный или научный короткометражный фильм Ariel a Mejor Cortometraje Educativo, Científico o de Divulgación Artística (Best Educational, Scientific, or Artistic Short Film)
- Лучший фильм среднего метража Ariel a Mejor Mediometraje Ficción (Best Medium-Length Fiction)
- Лучший документальный фильм среднего метража Ariel a Mejor Mediometraje Documental (Best Medium-Length Documentary)
- Лучшая песня Ariel a Mejor Tema Musical (Best Song)